# Rödbröstad busktörnskata
Rödbröstad busktörnskata (Laniarius atrococcineus) är en fågel i familjen busktörnskator inom ordningen tättingar.

## Utseende och läte
Rödbröstad busktörnskata har en slående fjäderdräkt med svart på ovansidan och karmosinrött på undersidan. På vingen syns ett vitt band. En sällsynt form har gult istället för rött. Lätena är varierade, men består mestadels av ringande ljudliga visslingar som svaras av elektriska sträva och raspiga ljud.

## Utbredning och systematik
Fågeln förekommer från sydvästra Angola och Namibia till Botswana och nordvästra Sydafrika. Den behandlas som monotypisk, det vill säga att den inte delas in i några underarter.

## Levnadssätt
Rödbröstad busktörnskata hittas i torra törnbuskmarker och täta snår. Där ses den enstaka eller i par, ibland som en del av kringvandrande artblandade flockar. Den föredar att födosöka på tjockare trädstammar, men kan också ses på marken.

## Status och hot
Arten har ett stort utbredningsområde och tros öka i antal. Internationella naturvårdsunionen IUCN listar den därför som livskraftig (LC).

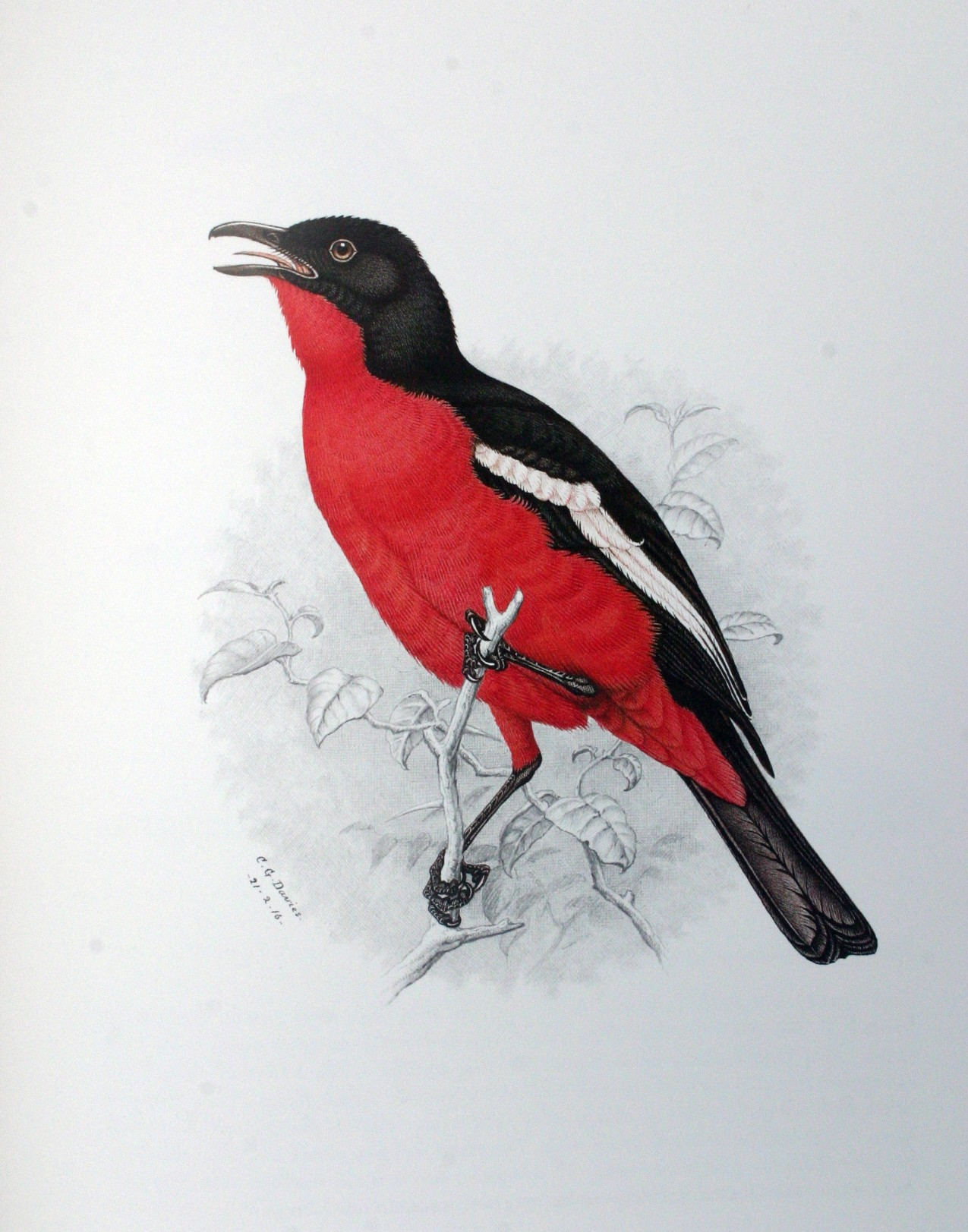
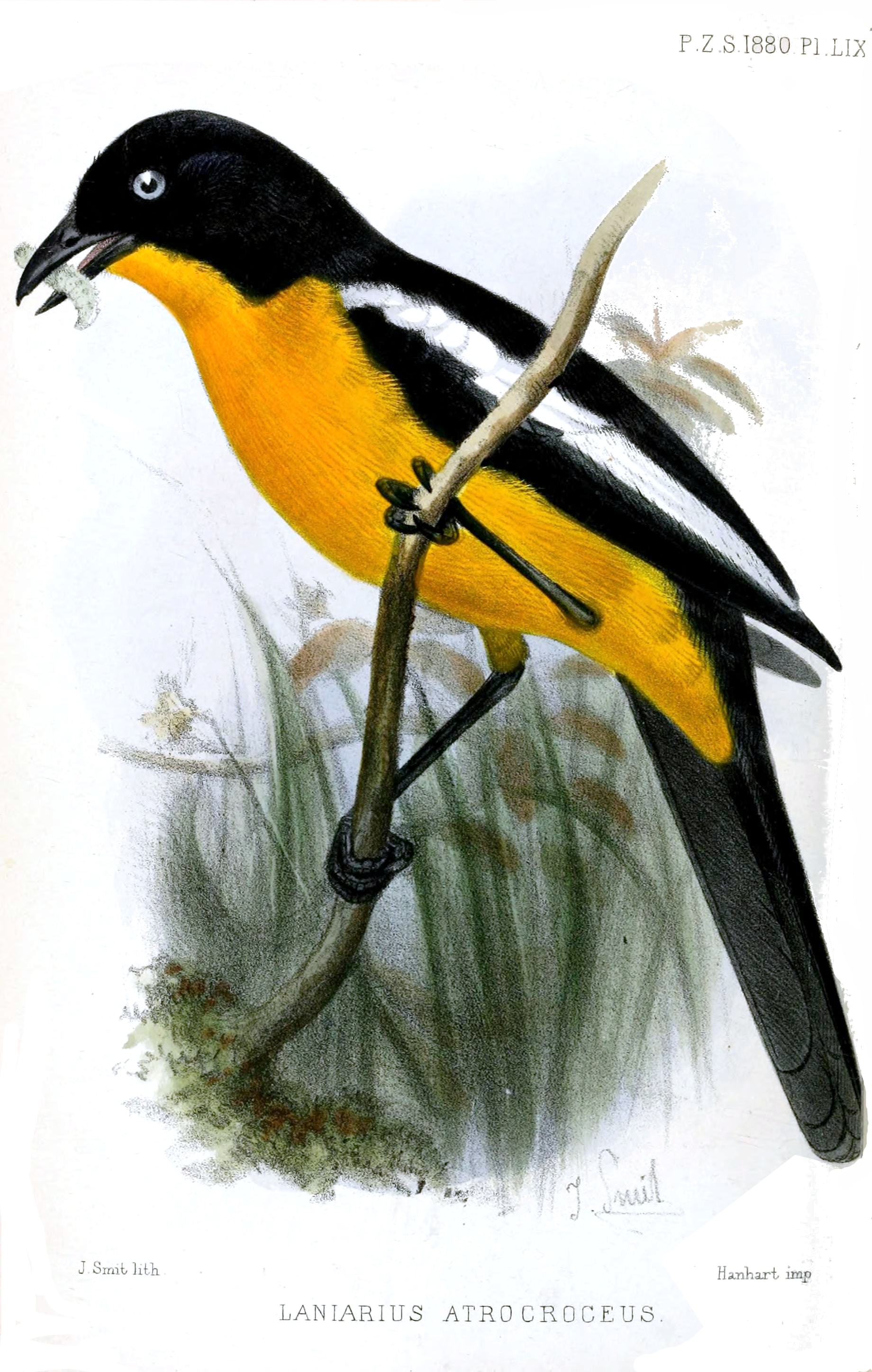